# ZEPA Colonias de Cernícalo Primilla de Saucedilla

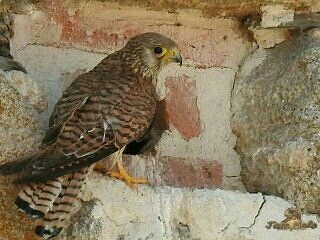
Hembra cernícalo primilla

## Situación
Esta ZEPA (Zona de Especial Protección para las Aves) está situada en el interior de la población de Saucedilla (provincia de Cáceres, Extremadura). Concierne y ampara, concreta y principalmente, a la iglesia parroquial de San Juan Bautista (siglo XVI). La ZEPA protege una colonia de 17 parejas reproductoras de cernícalo primilla (Falco naumanni), que aprovechan las oquedades, sobre todo los mechinales más altos, de los muros del gran edificio eclesial como hábitat para nidificar y reproducirse. La colonia está presente de febrero a mediados de julio, fecha en que los primillas inician su migración al continente africano, donde pasan el invierno.
Existen cajas nidos, que se renuevan cada cierto tiempo, en el tejado de la iglesia para ayudar a la reproducción de este ave. se construyó un primillar para ayudar a la reproducción y cría, pero desde su construcción hasta la actualidad, se desconoce el uso de este por el cernícalo primilla.
Se puede obtener más información sobre esta ZEPA en el parque ornitológico de Arrocampo.

## Galería

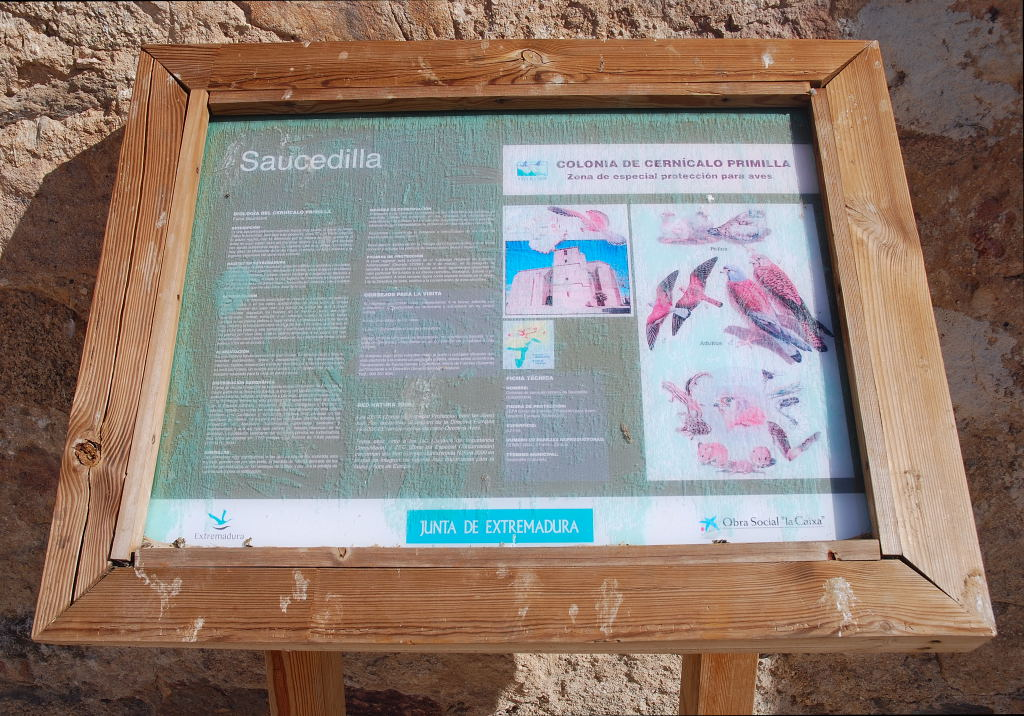
Panel informativo de la ZEPA colonia de cernícalo primilla de Saucedilla, situado ante el muro sur de la iglesia de San Juan Bautista de esta localidad.

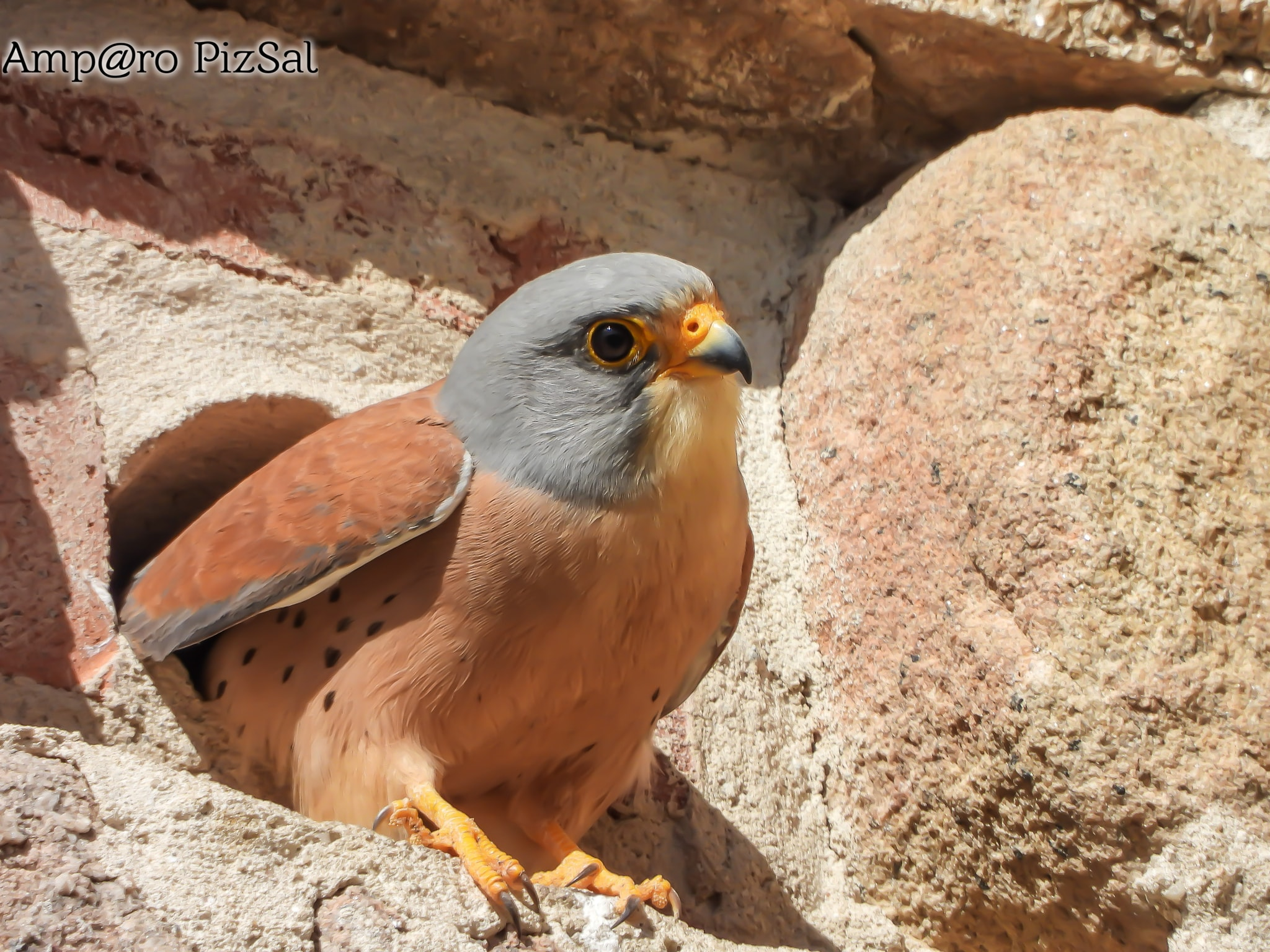
Macho cernícalo primilla

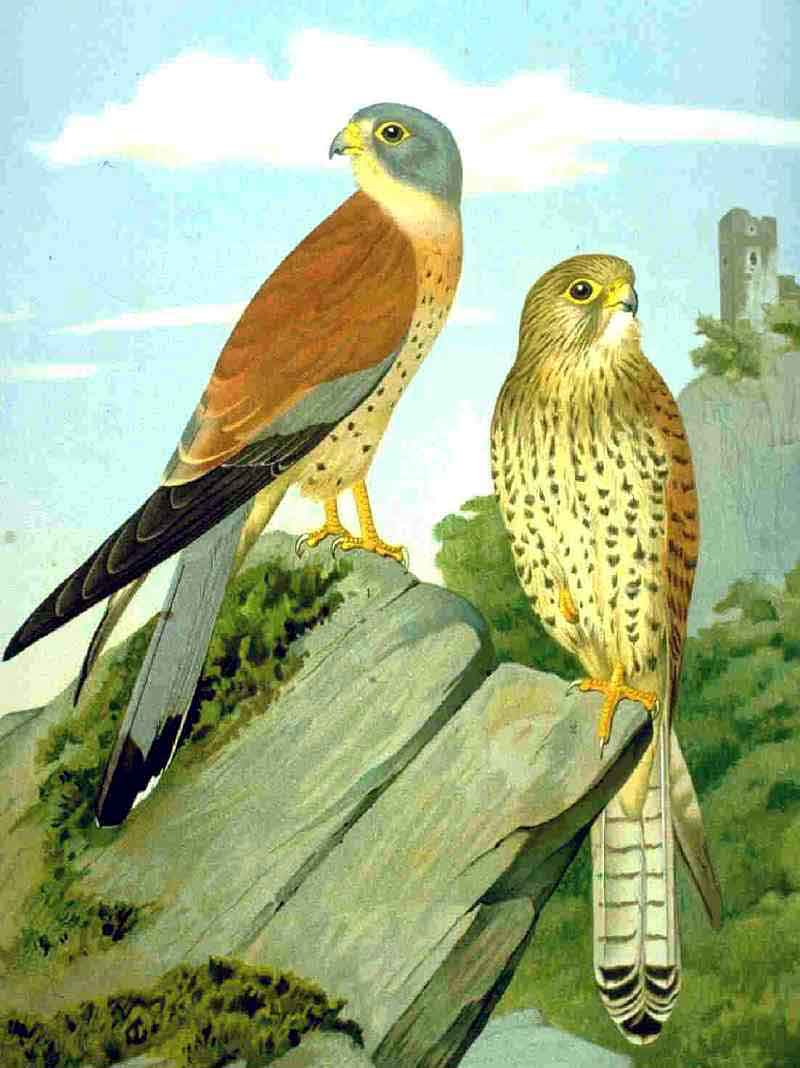
Dibujo de cernícalos primilla; macho (izq.) y hembra (der.).
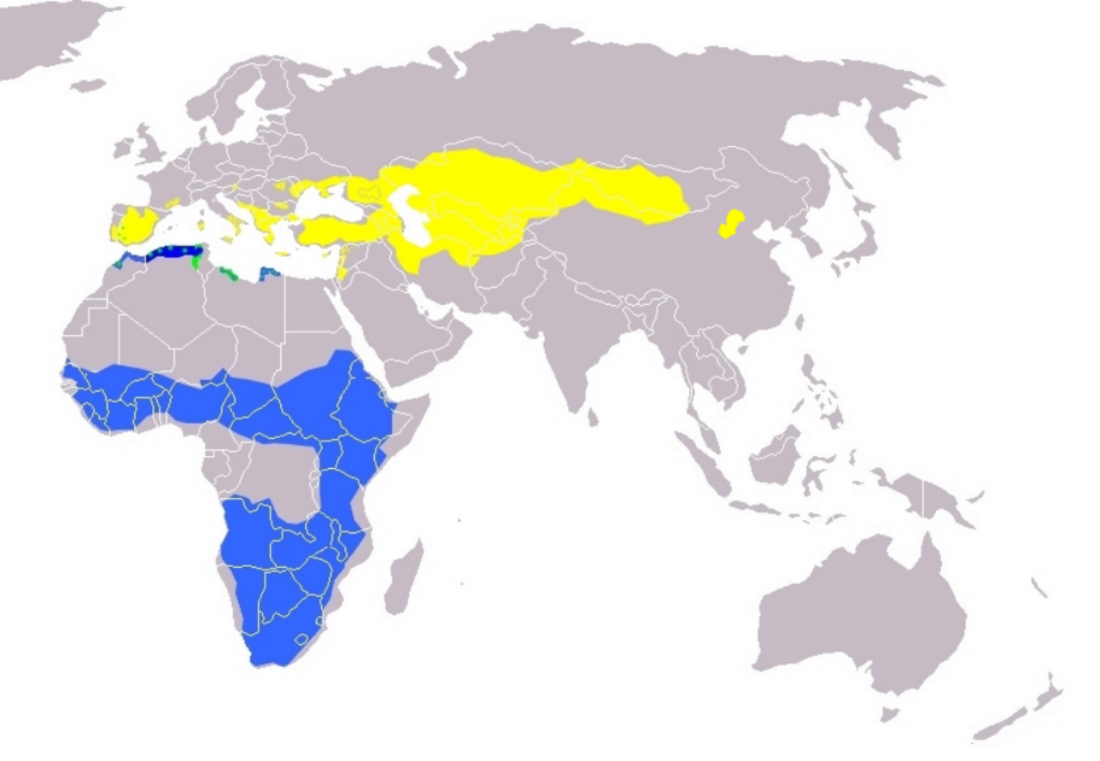
Área de distribución en el mundo del cernícalo primilla. En amarillo, áreas de cría; en azul, áreas de invernada.
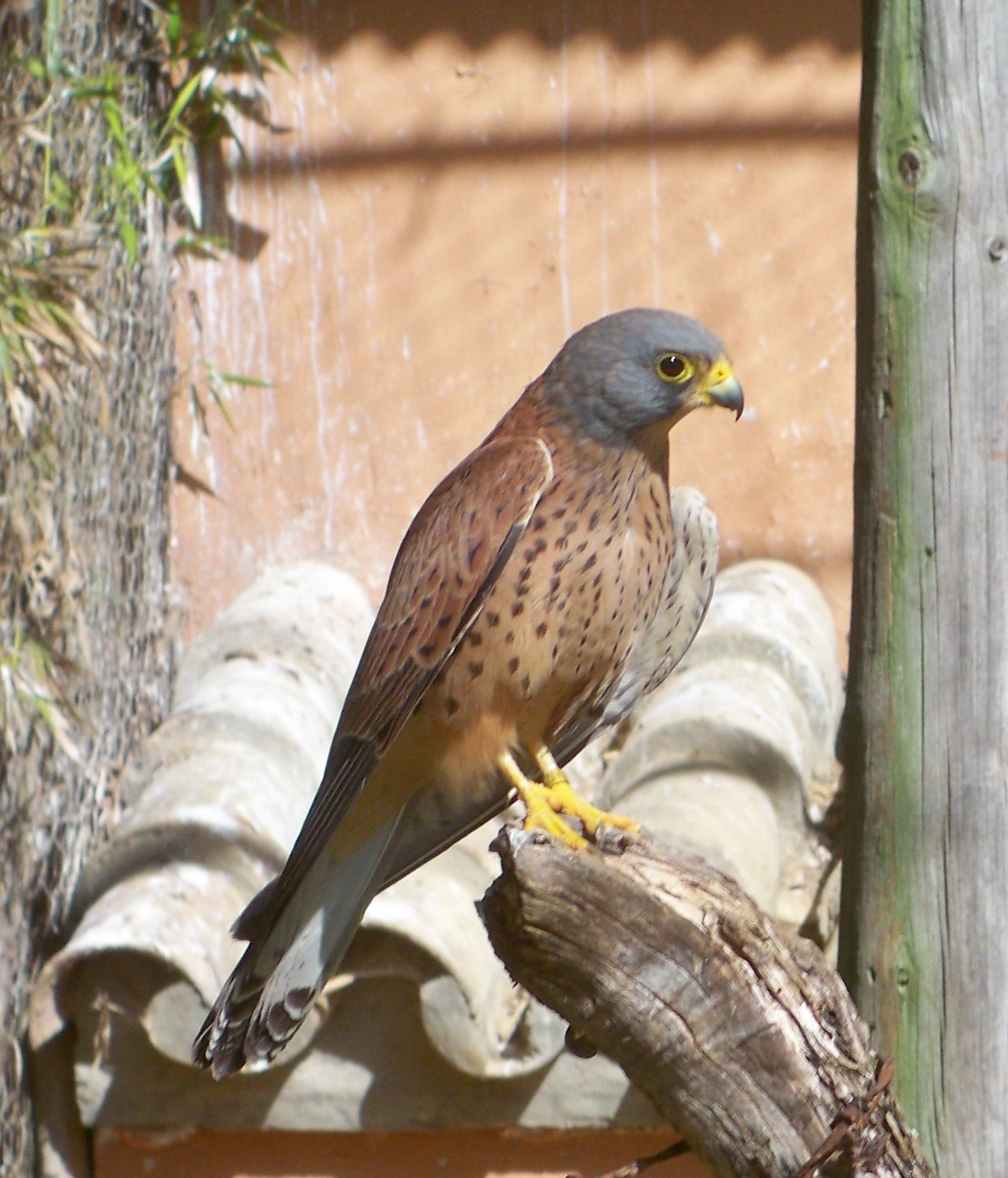
Cernícalo primilla en un tejado
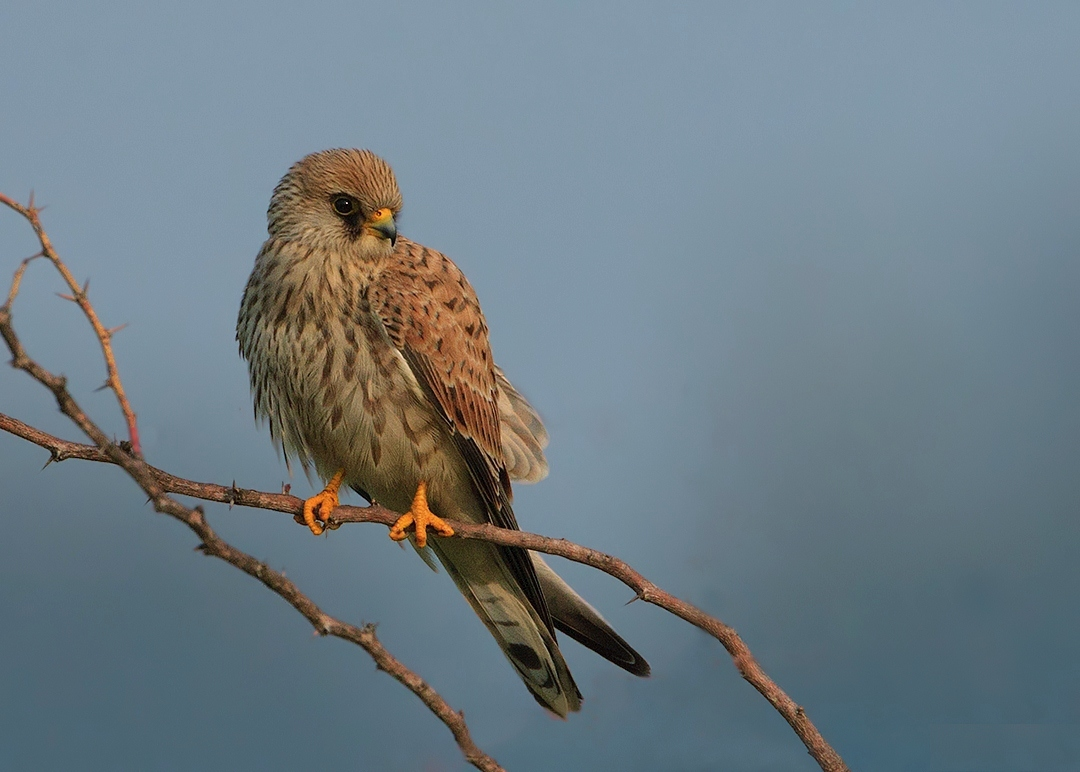
Cernícalo primilla

## Descripción
La ZEPA Colonias de Cernícalo Primilla de Saucedilla fue creada en 2005 en el marco de la Directiva Comunitaria 79/409/CEE del Consejo, de 2 de abril de 1979, y sus modificaciones posteriores como la Directiva 147/2009/UE del Parlamento Europeo y del Consejo, de 30 de noviembre de 2009 (véase Directiva de Aves). Las ZEPA están integradas en el conjunto de áreas protegidas Red Natura 2000 de la Unión Europea.
Cada ZEPA tiene un código asignado por la UE. El de cernícalos primilla de Saucedilla es el ESOOOO394. Su denominación oficial es pues: ZEPA ESOOOO394 Colonias de Cernícalo Primilla de Saucedilla.

## Características del cernícalo primilla (Falco naumanni)
Es un ave rapaz diurna de la familia Falconidae, de un tamaño algo menor que el cernícalo común o vulgar (Falco tinnunculus). El primilla es un pequeño halcón con una longitud de 30-35 cm y una envergadura de 60-65 cm. Pesa entre 120 y 145 g. Los machos tienen la cabeza de un gris azulado (los cernícalos vulgares, no), el dorso y parte superiores de las alas son marrón rojizo, sin las manchas negras que caracterizan a su pariente cercano. Las hembras tienen la cabeza marrón castaño densamente rayada de negro. Los jóvenes de ambos sexos son semejantes a las hembras adultas.
La población de esta especie decayó considerablemente en España entre mediados del siglo XX y finales de los 80 (se estima que pasó de unas 100 000 parejas a unas 5000). En los censos nacionales efectuados entre 1994 y 2000, quedó registrada una población de 12 000 parejas. Se ha evaluado que, a principios del 2000, habría unas 20 000 en territorio español peninsular. Un 30 % de la población nacional de cernícalos primilla se encuentra en Extremadura. En efecto, en esta Comunidad hay 19 ZEPA declaradas de cernícalos primilla, 9 en la provincia de Cáceres y 10 en la de Badajoz. Las más cercanas a Saucedilla son las ZEPA de Belvís de Monroy y de Jaraíz de la Vera.

### Alimentación y caza

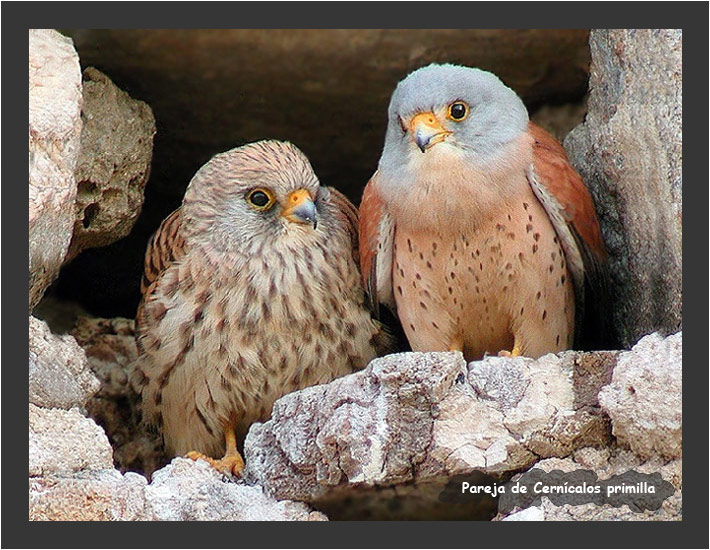
Pareja de cernícalos primilla

Se alimenta de presas vivas, esencialmente insectos, pequeños roedores (ratoncillos de campo, musarañas) y  mamíferos, así como de reptiles como las lagartijas. Le gusta cazar en áreas despejadas de vegetación, con frecuencia campos de cereal. Utiliza generalmente el método de caza por cernido. Esta técnica consiste en permanecer un tiempo determinado en el aire sin desplazarse, batiendo semicircularmente las alas hasta que el cernícalo localiza a su presa y se abate sobre ella. No suele frecuentar las zonas montañosas.

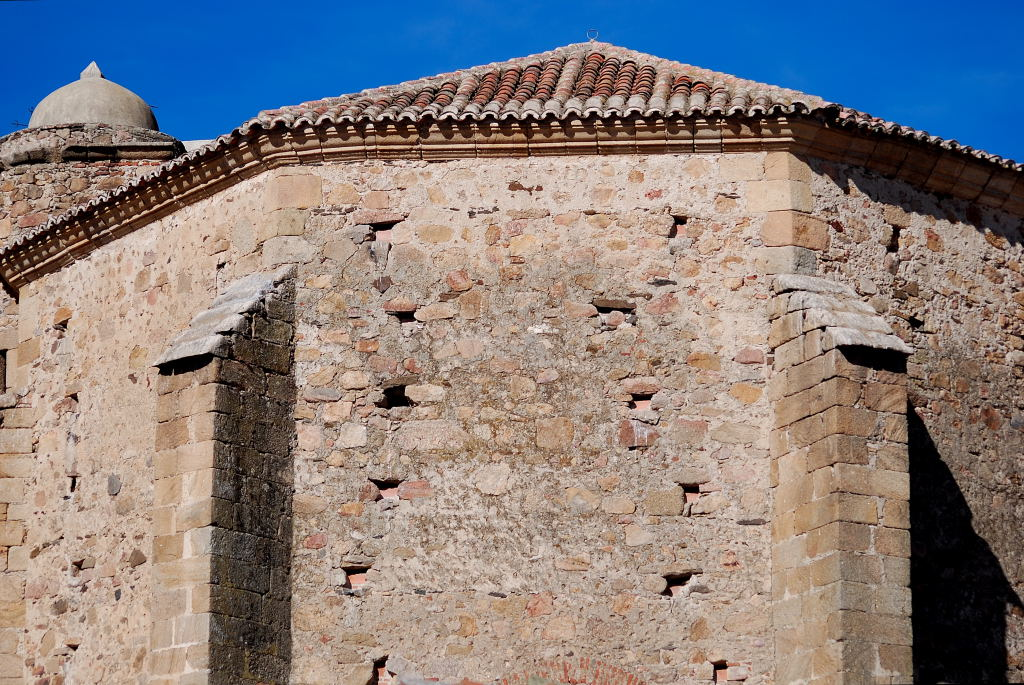
Mechinales de la cabecera de la iglesia utilizados por los cernícalos primillas para anidar y reproducirse

### Hábitat y reproducción

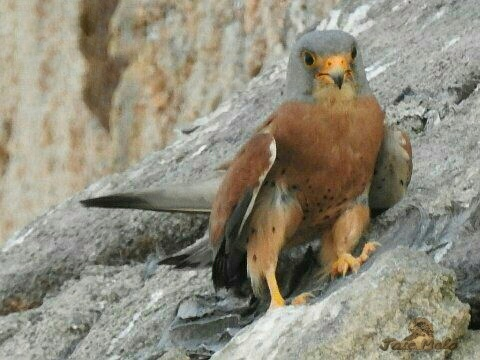
Macho cernícalo primilla

A finales de enero, aparecen generalmente los primeros cernícalos primilla, que en Saucedilla los mayores llaman mícales o nícales, procedentes del África subsahariana (Senegal, Mauritania, Malí), pero su llegada masiva a la península se produce en febrero; en Saucedilla, a finales de febrero-principios de marzo. Suele criar formando colonias en edificios altos, deshabitados o en ruina, bajo las tejas o en mechinales, eligiendo los más altos de estos. En la iglesia de San Juan Bautista de Saucedilla, un edificio de gran tamaño y muros muy elevados, los numerosos mechinales que posee (huecos que quedaron tras la retirada de los andamios de madera utilizados en la época de su construcción), especialmente los que se encuentran en la parte alta de la cabecera, son aprovechados para la nidificación y la cría. La hembra deposita a finales de abril o principios de mayo de 2 a 6 huevos blanquecinos con abundantes motas amarillo rojizas. Es la hembra la que lleva a cabo la incubación, aunque con frecuencia es relevada por el macho durante cortos periodos de tiempo.
Transcurridos los 28 o 29 días que dura la incubación, nacen los pollos. Ambos padres los alimentan durante casi un mes, tiempo en el que alcanzan su total desarrollo y realizan sus primeros vuelos. En la iglesia de Saucedilla, los cernícalos primilla cohabitan con palomas (Columba livia), chovas (Pyrrhocorax pyrrhocorax), estorninos (Sturnus unicolor) y alguna lechuza (Tyto alba). Algunos de sus nidos han sido acondicionados para evitar su depredación por parte de las chovas y las innumerables palomas, y la eventual caída —frecuente antaño— de las crías. La entrada al nido parece pequeña pero los cernícalos se introducen en él como un gato por una gatera: meten primero la cabeza, recogen las alas y se introducen en él dando un empujón con sus garras que han posado en el borde inferior de la entrada. Para alimentar a sus crías, a menudo no entran en el nido, sino que éstas enseñan el pico abierto por la entrada y los progenitores les introducen el alimento desde fuera.

### Migración

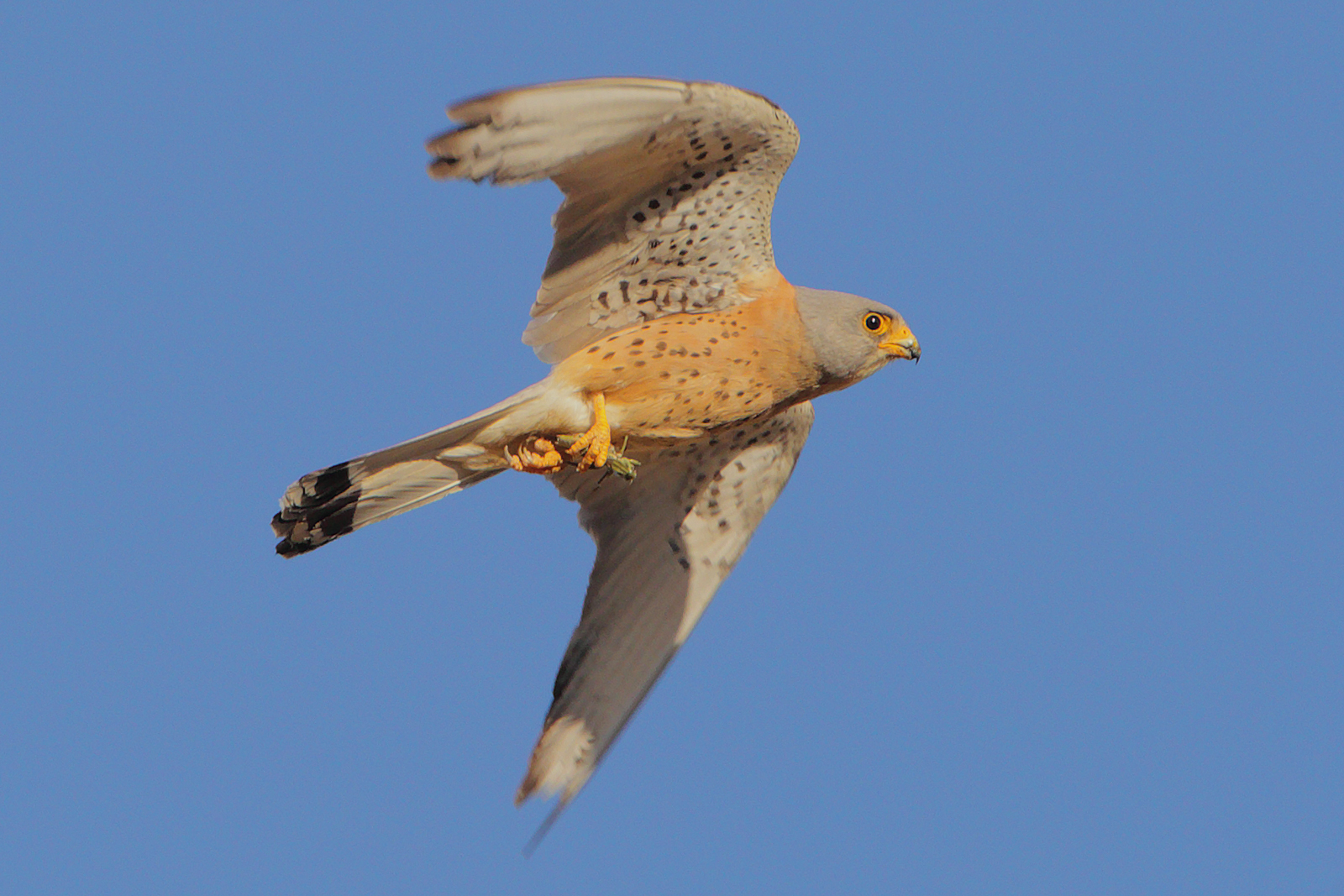
Cernícalo primilla en vuelo (foto: Juan Lacruz)

En julio-agosto las colonias de primillas emprenden el viaje de retorno al continente africano, que suele durar unos 5 días. Algunos ejemplares machos invernan en el sur de España.
En África occidental forman grandes dormideros. Se considera que el mayor de ellos es el de Senegal con unos 30 000 individuos, lo que supone aproximadamente entre el 30 y el 50 % de su población occidental.

### Vulnerabilidad y amenazas

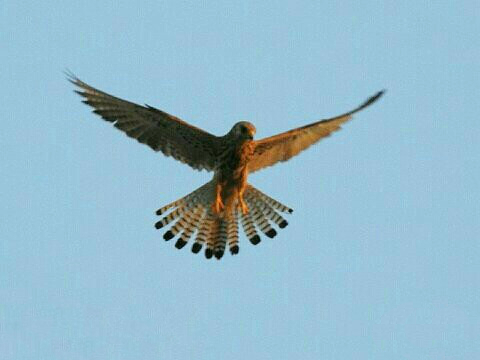
Cernícalo primilla en vuelo

1. Pérdida del hábitat de nidificación por destrucción de edificios antiguos o arreglo de tejados, principalmente.
2. Muerte por electrocución en tendidos con aislantes rígidos y transformadores.
3. Transformación del hábitat donde viven las poblaciones de sus presas, insectos y pequeños roedores.[2]

La merma en la disponibilidad de presas debido a la utilización de insecticidas puede afectar a su alimentación. Los trabajos de restauración de los edificios donde tienen su hábitat también son perjudiciales. En la última obra de remodelación de la iglesia de San Juan Bautista de Saucedilla, se ha tenido en cuenta la existencia de la ZEPA en el edificio y se ha actuado —bajo la atenta mirada, y a veces con protestas, de grupos ecologistas— de manera a dañar o alterar lo menos posible el hábitat de la colonia de primillas.
Esta especie se ha mantenido durante largos años, desde 1994 hasta hace poco, en la lista de aves amenazadas, como especie vulnerable en la denominación de la Lista Roja de la UICN. Desde 2011, su situación en la Lista Roja es de Preocupación menor.

## ZEPA colonias de cernícalo primilla en Extremadura

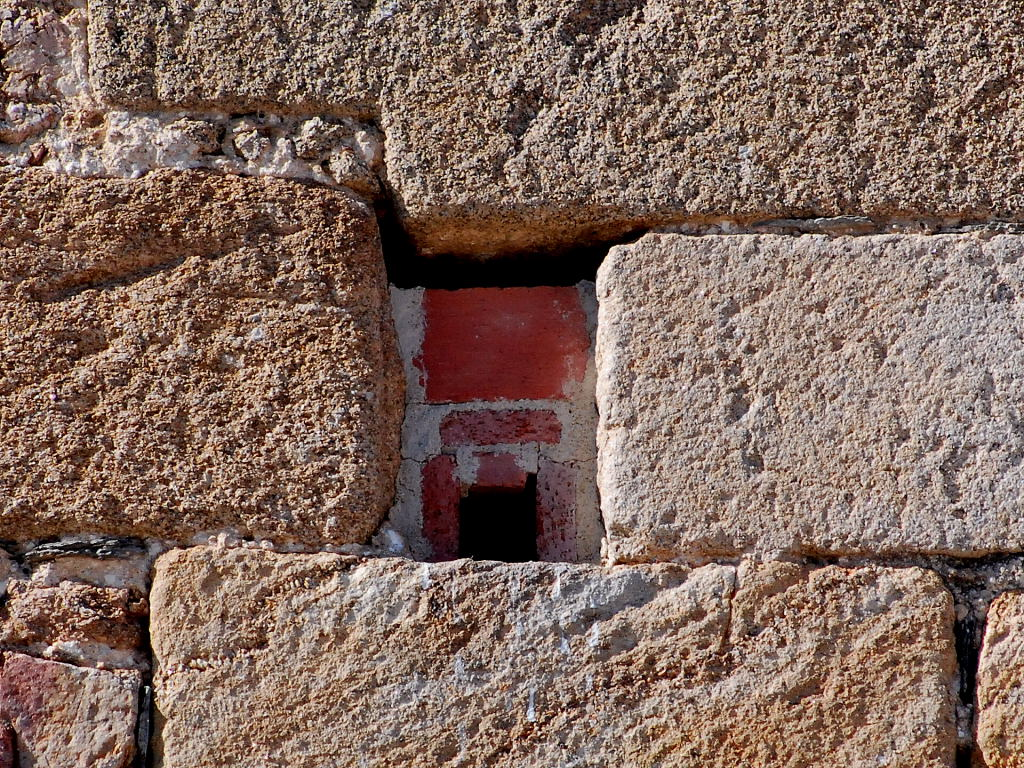
Nido acondicionado de cernícalo primilla en la iglesia de San Juan Bautista

### Badajoz
- Acedera
- Alburquerque
- Almendralejo
- Fuente de Cantos
- Guareña
- Jerez de los Caballeros
- Llerena
- Ribera del Fresno
- San Vicente de Alcántara
- Zafra

### Cáceres

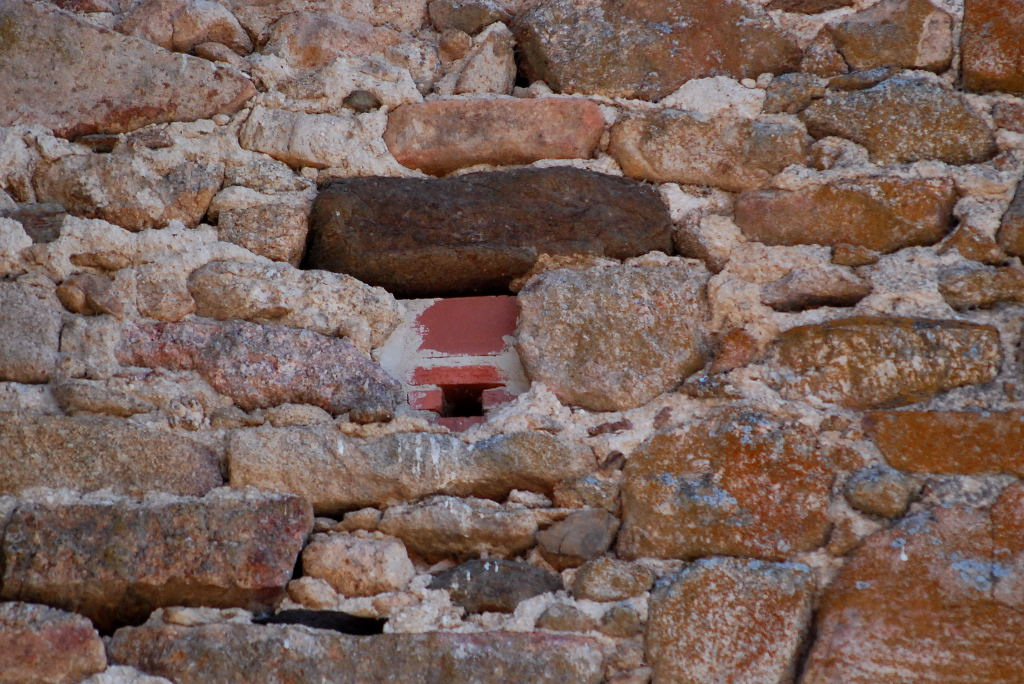
Nido de cernícalo primilla en muro norte de la iglesia

- Belvís de Monroy
- Brozas
- Cáceres
- Plasencia
- Casa de la Enjarada
- Garrovillas
- Jaraíz de la Vera
- Saucedilla
- Trujillo

## Galería

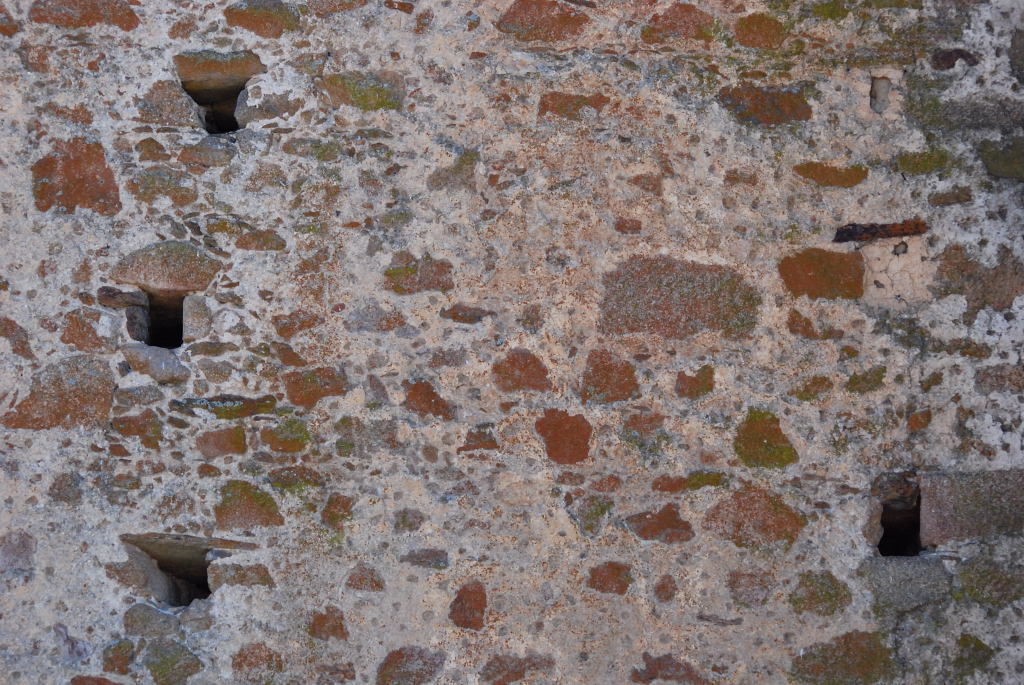
Mechinales en la iglesia de Saucedilla utilizados por palomas
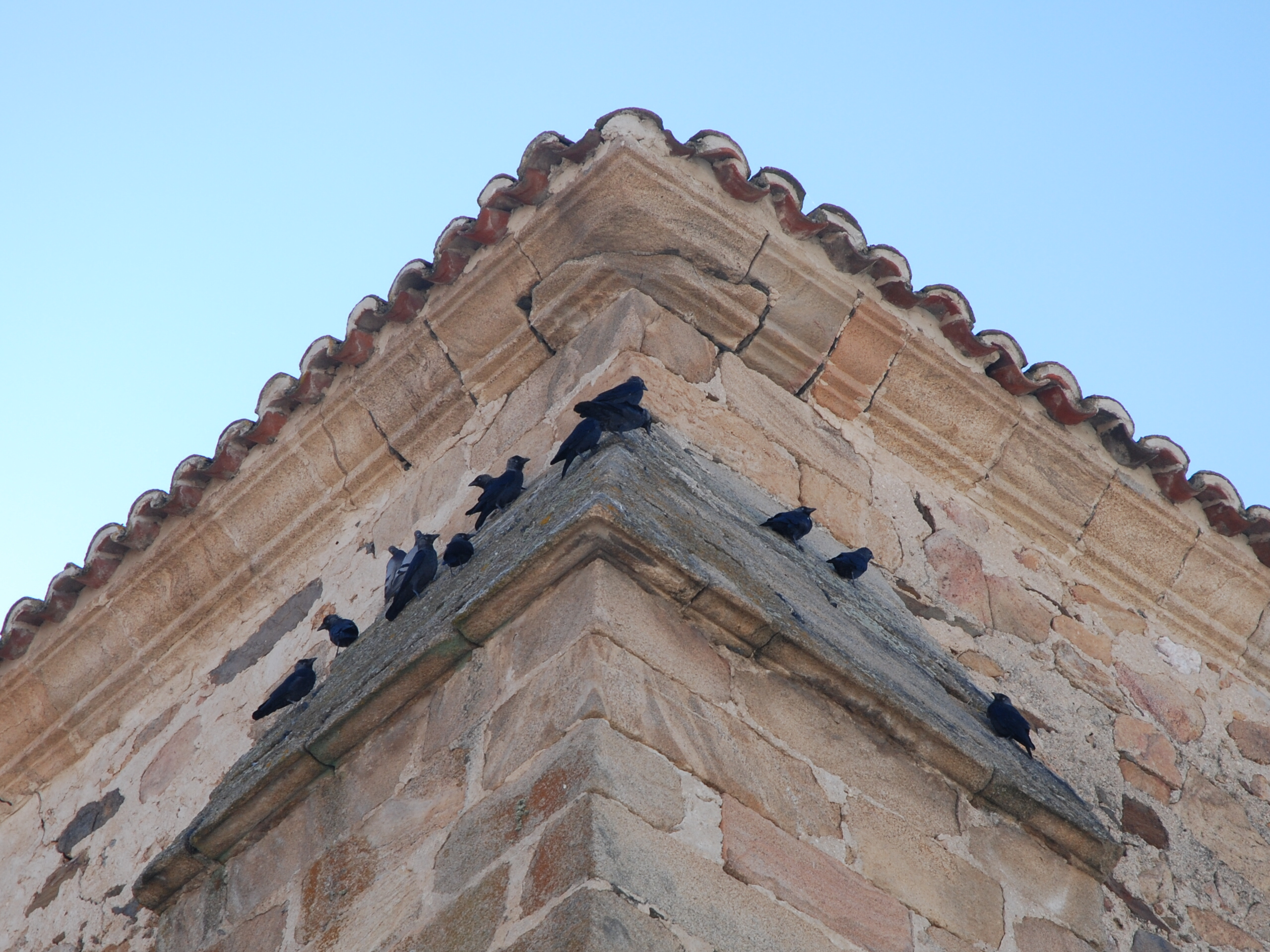
Chovas (cornejas negras, Corvus corone) posadas en un pilar de la iglesia de Saucedilla
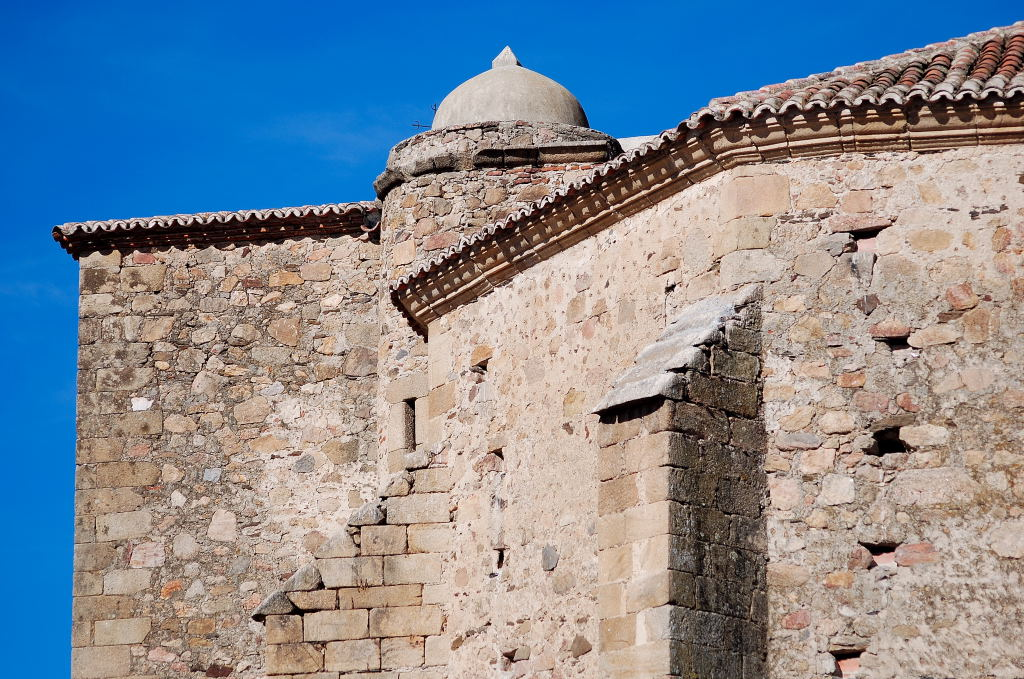
Mechinales
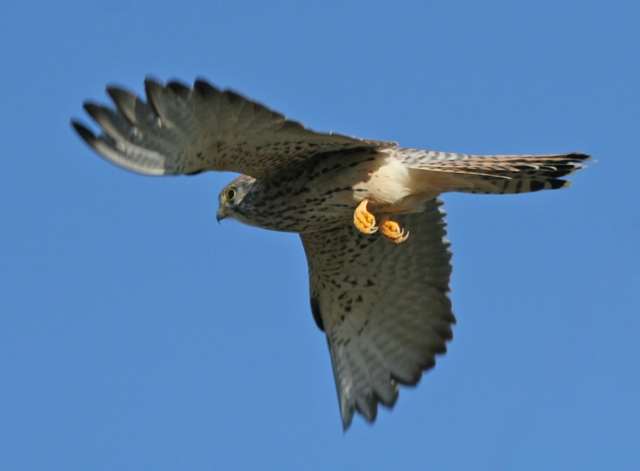
Primilla en vuelo
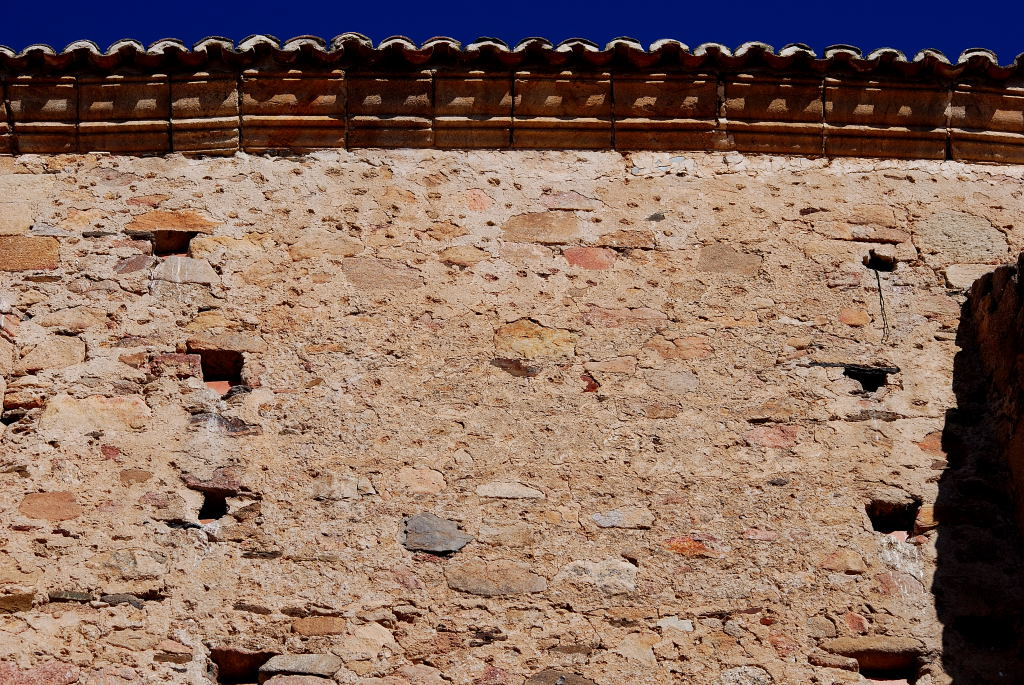
Nidos de primillas en la cabecera de la iglesia